# Бодяга ставкова
Бодя́га ставко́ва (Spongilla lacustris) — вид звичайних губок з родини Бодягові.

## Таксономія
Вид описаний у праці Linnaeus, C. (1759). Systema naturæ per regna tria naturæ, secundum classes, ordines, genera, species, cum characteribus, differentiis, synonymis, locis. Tomus II. Editio decima, reformata. — pp. [1-4], 825—1384. Holmiæ. (L. Salvii).
Синоніми:
- Spongia lacustris   Linnaeus, 1758 [1]
- Spongilla abortiva   Potts, 1880
- Spongilla crustacea    Kozhoff, 1925
- Spongilla erinaceus   Ehrenberg, 1841
- Spongilla fenestrata   Kozhoff, 1925
- Spongilla flexispina   Dawson, 1878
- Spongilla jordanensis   Vejdovsky, 1877
- Spongilla jordanensis var. druliaeformis   Vejdovsky, 1883
- Spongilla lacustrioides   MacKay, 1885
- Spongilla lacustris var. abortiva   Potts, 1887
- Spongilla lacustris var. dawsoni   MacKay, 1885
- Spongilla lacustris var. dawsoni   Bowerbank, 1863
- Spongilla lacustris var. ineptorum   Annandale, 1919
- Spongilla lacustris var. leighensis   Potts, 1888
- Spongilla lacustris var. macrotheca   Vejdovsky, 1883
- Spongilla lacustroides   Kozhoff, 1925
- Spongilla lacustroides var. corticea   Kozhoff, 1925
- Spongilla lieberkuehni   Noll, 1870
- Spongilla microgemmata   Swartschewsky, 1901
- Spongilla mirabilis   Retzer, 1883
- Spongilla montana   Potts, 1880
- Spongilla multiformis   Carter, 1881
- Spongilla paupercula   Bowerbank, 1863
- Spongilla ramosa   Lamarck, 1816
- Spongilla rhenana   Retzer, 1883

## Поширення та чисельність
Ареал охоплює помірний пояс Євразії та Індостан.
В Україні зустрічається локально по всій території в усіх основних річкових басейнах.

## Морфологічні ознаки
Морфологія мінлива. Визначення виду відбувається за структурою спікул гемул. Губка гілляста, також існує у вигляді неправильних наростів на занурених у воду предметах. Скелет складається з головних та поперечних пучків. Спонгін складає основну частку скелета. Макросклери гладкі, з довгими та тонкими вістрями. Паренхімні мікросклери виглядають, як веретеноподібні шипуваті або слабко вигнуті голочки з видовженими вістрями. Гемульні спікули потовщені, з розрідженими великими шипами.

## Особливості біології
Прісноводний вид. Місцем перебування є ділянки річок зі слабкою течією або кар'єри з чистою водою. Колонії виду приурочені до певних типів занурених предметів, утворюють нарости на водних рослинах. Бодяга ставкова — біофільтратор, живиться мікроорганізмами та рештками органічних речовин.
Особини роздільностатеві, запліднення внутрішнє. Личинка полишає тіло матері й кілька годин (рідше 1-2 доби) плаває у воді, після чого, прикріпившись до водного субстрату, розвивається в дорослу губку. Вид має здатність до регенерації. Нестатеве розмноження відбувається за допомогою гемул, які зимують на дні водойм.

## Заходи охорони
Причинами зміни чисельності виду є погіршення стану біотопів внаслідок господарської та гідротехнічної діяльності, евтрофікація стоячих водойм.
Вид занесений до Червоної книги Харківської області зі статусом «вразливий».